# Exile on Coldharbour Lane
Exile on Coldharbour Lane è il primo album in studio del gruppo musicale britannico Alabama 3, pubblicato nel 1997.

## Tracce
1. Converted
2. Speed of the Sound of Loneliness
3. Woke Up This Morning
4. U Don't Dans 2 Tekno
5. Bourgeoisie Blues
6. Ain't Goin' to Goa
7. Mao Tse Tung Said
8. Hypo Full of Love (The 12-Step Plan)
9. The Old Purple Tin (9% of Pure Heaven)
10. The Night We Nearly Got Busted
11. Sister Rosetta
12. Peace in the Valley